# Oakhurst (Oklahoma)
Oakhurst è un census-designated place (CDP) degli Stati Uniti d'America, situato nello stato dell'Oklahoma, diviso tra la contea di Tulsa e la contea di Creek.